# هنریک کروکویچ پژدژمیرسکی
هنریک کروکویچ پژدژمیرسکی (لهستانی: Henryk Krukowicz-Przedrzymirski; ۲۷ مارس ۱۸۸۹ – ۸ سپتامبر ۱۹۴۴) اسکیت‌باز نمایشی مشهور اهل لهستان بود.
او در مسابقات قهرمانی اسکیت نمایشی ۱۹۰۸ اروپا که در ورشو برگزار می‌شد به عنوان نماینده اتریش-مجارستان شرکت کرد و مقام سومی را به دست آورد. همچنین او به عنوان نماینده لهستان در بازی‌های المپیک زمستانی ۱۹۲۴ انتخاب شد. پژدژمیرسکی در سال ۱۹۴۴ طی قیام ورشو کشته شد.